# Kvæfjord
Kvæfjord is een gemeente in de Noorse provincie Troms. De gemeente telde 2986 inwoners in januari 2017.

## Plaatsen in de gemeente
- Borkenes

Balsfjord · Bardu · Dyrøy · Gratangen · Harstad · Ibestad · Kåfjord · Karlsøy · Kvæfjord · Kvænangen · Lavangen · Lyngen · Målselv · Nordreisa · Salangen · Senja · Skjervøy · Sørreisa · Storfjord · Tjeldsund · Tromsø

Voormalige gemeentes: Berg · Lenvik · Skånland · Torsken · Tranøy